# Аббасов, Руслан Мохсум оглы
Руслан Мохсум оглы Аббасов (азерб. Abbasov Ruslan Möhsüm oğlu; род. 1 июня 1980, Баку) — азербайджанский футболист, защитник. Выступал за клубы «Туран», «Нефтчи» Баку, ЦСКА Баку, «Интер» Баку и «Шамкир», а также за национальную сборную Азербайджана.

## Клубная карьера
Профессиональную карьеру футболиста Аббасов начал в 1996 году в составе товузского «Турана», где играл вплоть до 2001 года. В 2001 году он перешёл в клуб «Нефтчи» Баку.
В 2007 году Аббасов подписал контракт на один год с бакинским «Интером». По окончании контракта, в 2008 году, вернулся в «Нефтчи». Однако за клуб так в чемпионате и не сыграл, вскоре перейдя в «Туран».
В сезоне 2010/2011 выступал за «Шамкир» в первом дивизионе. В 2011 году вернулся в товузский «Турана», где вскоре завершил игровую карьеру.

## Сборная Азербайджана
В составе национальной сборной Азербайджана провёл две игры в 2006 году.

## Достижения
- Чемпион Азербайджана: 2004, 2005 (в составе ФК «Нефтчи»), 2008 (в составе ФК «Интер»[5])